# Soudan aux Jeux olympiques d'été de 2016
Le Soudan participe aux Jeux olympiques d'été de 2016 à Rio de Janeiro au Brésil du 5 août au 21 août. Il s'agit de sa 12e participation à des Jeux d'été.

## Athlétisme

### Homme

#### Course
| Athlètes       | Compétitions         | Série         | Série | Demi-finales | Demi-finales | Finale  | Finale  |
| Athlètes       | Compétitions         | Temps         | Rang  | Temps        | Rang         | Temps   | Rang    |
| -------------- | -------------------- | ------------- | ----- | ------------ | ------------ | ------- | ------- |
| Ahmed Ali      | 200 mètres           | 20 s 78       | 7e    | Éliminé      | Éliminé      | Éliminé | Éliminé |
| Abdalla Targan | 3 000 mètres steeple | 8 min 05 s 20 | 14e   | NC           | NC           | Éliminé | Éliminé |

### Femme

#### Course
| Athlètes     | Compétitions | Série         | Série | Demi-finales | Demi-finales | Finale   | Finale   |
| Athlètes     | Compétitions | Temps         | Rang  | Temps        | Rang         | Temps    | Rang     |
| ------------ | ------------ | ------------- | ----- | ------------ | ------------ | -------- | -------- |
| Amina Bakhit | 800 mètres   | 2 min 07 s 65 | 7e    | Éliminée     | Éliminée     | Éliminée | Éliminée |